# Colón (Honduras)
Colón é um departamento nas Honduras.
Suas principais cidades são: Tocoa, Ilanga e Trujillo.
Municípios
1. Balfate
2. Bonito Oriental
3. Iriona
4. Limón
5. Sabá
6. Santa Fé
7. Santa Rosa de Aguán
8. Sonaguera
9. Tocoa
10. Trujillo